# Terziköy, Göynücek
Terziköy er en landsby i distriktet Göynücek i Tyrkiet.
40°27′58″N 35°41′03″Ø / 40.4661°N 35.6842°Ø